# Búsqueda (narrativa)

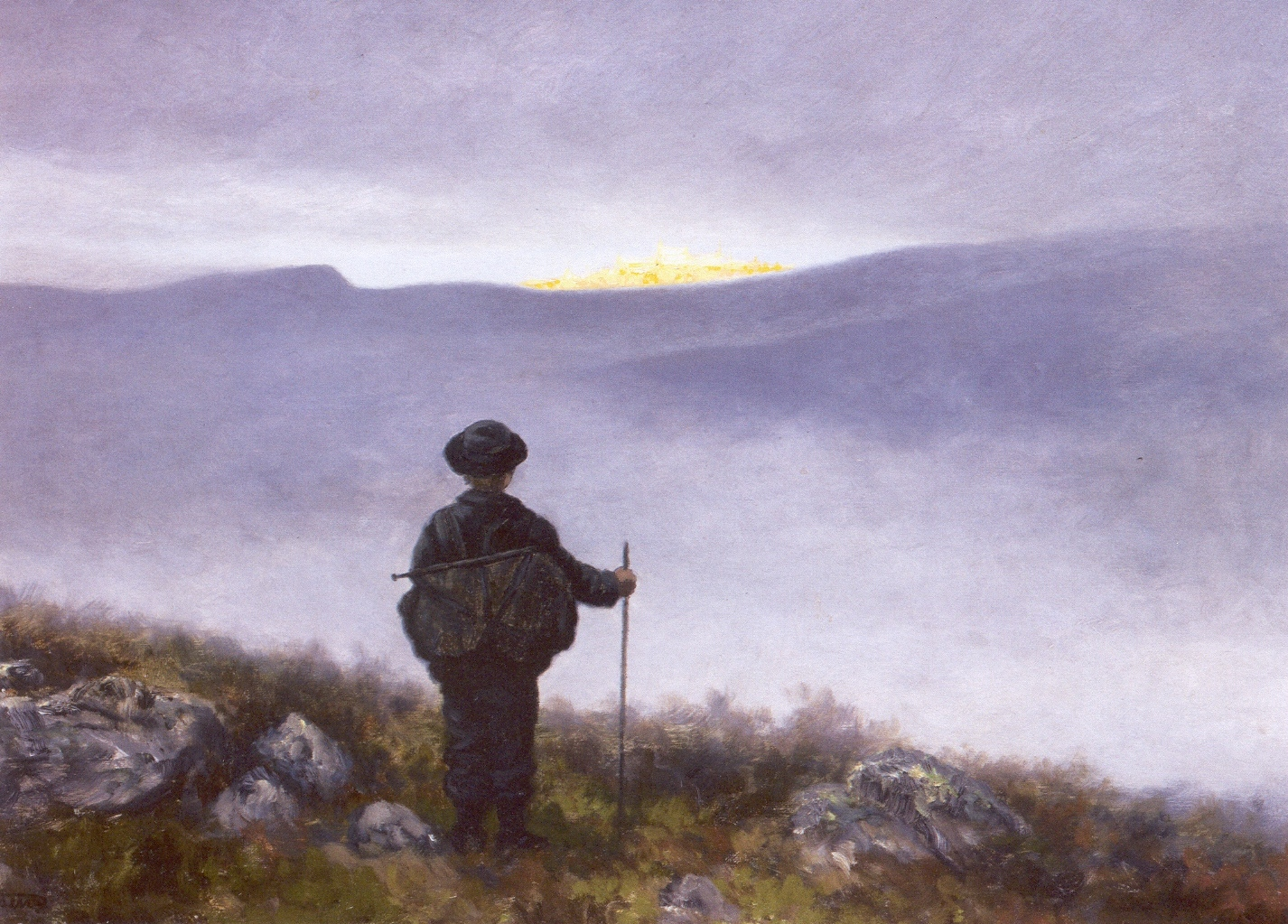
Castillo de Soria Moria de Theodor Kittelsen: un héroe vislumbra el final de su misión o búsqueda.

Los términos relacionados de búsqueda, misión, viaje, aventura o cruzada se refieren a viajes hacia una misión o meta específica. Las búsquedas sirven como recurso argumental en mitología y ficción: viajes difíciles hacia una meta, frecuentemente simbólica o alegórica. Historias de búsquedas ocupan un lugar prominente en el folclore de cada nación y cultura étnica. En literatura, el objeto de una búsqueda o misión suele requerir grandes esfuerzos por parte del héroe o heroína, que debe superar numerosos obstáculos, por lo general involucrando viajes extensos. El aspecto del viaje permite al narrador resaltar lugares y culturas exóticas (un objetivo de la narrativa, no del personaje). El objetivo de una misión o búsqueda puede también tener propiedades sobrenaturales, que frecuentemente llevan al protagonista a otros mundos o dimensiones. Las moralejas de las historias de búsqueda a menudo se centran en el carácter cambiado del héroe o heroína.

## Objetos de la búsqueda

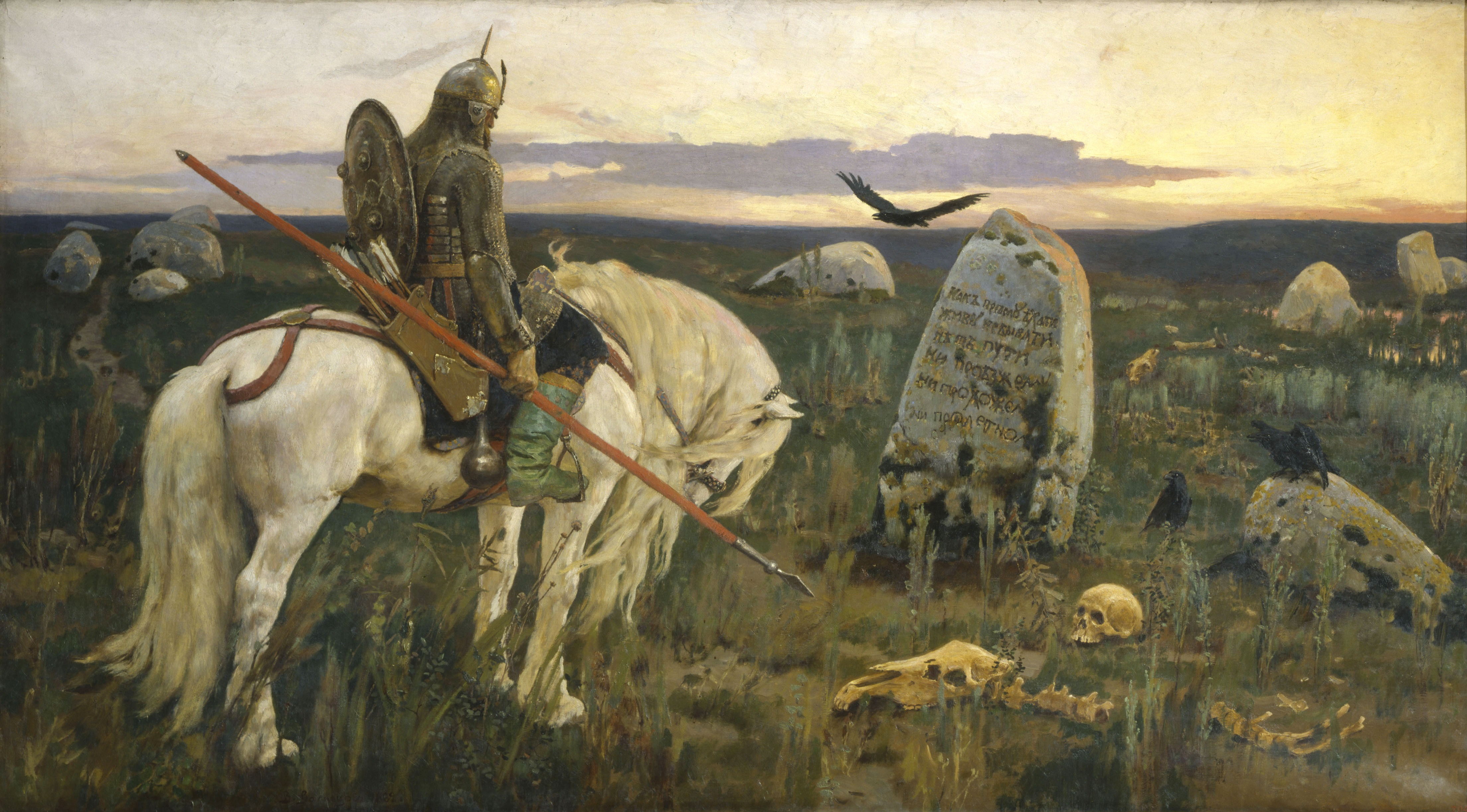
Un caballero en la encrucijada de Viktor Vasnetsov.

El héroe o heroína normalmente pretende ganar algo o alguien a través de la búsqueda o misión y regresar a casa con ello. Tal objeto o persona puede tratarse de algo nuevo, que satisface algo que hace falta en su vida, o algo que le fue robado o encontrar a alguien con autoridad para que les envíe de vuelta.
En ocasiones los héroes no tienen deseos de regresar. Por ejemplo, la búsqueda del Santo Grial de Sir Galahad consiste en encontrarlo, no en regresar con él. De hecho, un retorno puede ser imposible: Eneas busca una patria, haboendo perdido Troya al comienzo de la Eneida de Virgilio, y no regresa a Troya para refundarla, sino que se establece en Italia (para convertirse así en un antepasado de los romanos).
Si el héroe o heroína regresa tras haber culminado su misión o búsqueda, puede verse enfrentado a falsos héroes que intentan hacerse pasar por él, o su respuesta inicial puede ser un rechazo a tal regreso, como lo describe Joseph Campbell en su análisis crítico de la literatura de búsquedas y misiones, El héroe de las mil caras.
Cuando el héroe es enviado por alguien a una misión, la razón patente puede ser falsa, ya que quien le envía puede hacerlo en realidad con la esperanza de que muera en el intento, o para sacarlo de escena por un tiempo, tal y como cuando la petición es sincera, salvo que en el primer caso las historias suelen terminar con el desenmascaramiento y castigo de quien envió al héroe. Ejemplos de historias con objetos de búsqueda falsos de este tipo incluyen las leyendas de Jasón y de Perseo, los cuentos de hadas El agua que baila, la manzana que canta y el pájaro que habla (de Giuseppe Pitrè), Ve a no sé dónde y tráeme el no sé qué (de Aleksandr Afanásiev), y la historia de Beren y Lúthien. en El Silmarillion de J. R. R. Tolkien .
El objeto de la misión puede, en efecto, funcionar sólo como una razón conveniente para el viaje del héroe. En este caso, estos objetos son llamados macguffins. Cuando un héroe está en busca de varios objetos que son apenas una razón conveniente para que viaje, se les denomina cupones de trama (en inglés, plot coupons).

## Análisis literario
La búsqueda o misión, en la forma de viaje del héroe, desempeña un papel central en el monomito descrito por Joseph Campbell, según el cual el héroe parte del mundo cotidiano a una tierra de aventuras, pruebas y recompensas mágicas. Las más de las veces, en una búsqueda o misión, el caballero de brillante armadura se gana el corazón de una hermosa doncella o princesa.

## Ejemplos históricos
Una historia de búsqueda temprana es la que narra la historia de Gilgamesh, quien busca el secreto de la vida eterna tras la muerte de su amigo Enkidu.
Otra antigua historia de búsqueda, La Odisea de Homero, cuenta la historia de Odiseo, a quien los dioses han maldecido a errar y sufrir durante muchos años hasta que Atenea logra convencer a los olímpicos de que le permitan regresar a su hogar. El objeto de los viajes de Jasón y los argonautas en las Argonáuticas es recuperar el Vellocino de oro. Psique, habiendo perdido a Cupido, lo buscó por todo el mundo y Venus le asignó tareas, entre ellas descender al inframundo.
Muchos cuentos de hadas muestran al héroe o la heroína emprendiendo una misión o búsqueda, como en los siguientes ejemplos:
- Al Este del Sol y al Oeste de la Luna donde la heroína busca a su marido.
- Los Siete Cuervos donde la heroína busca a sus hermanos transformados
- Juan sin miedo
- El pájaro de oro donde el príncipe parte a encontrar el pájaro de oro para su padre.

Es posible que otros personajes partan sin un objetivo más definido que «ir a buscar fortuna», o incluso que sean expulsados en lugar de irse voluntariamente, pero que en el camino descubran algo que podría ayudarlos y de esta manera su viaje se transforme de un errar sin rumbo a una búsqueda o misión. Otros personajes también pueden emprender búsquedas (p. ej., los hermanos mayores del héroe suelen hacerlo), pero el héroe se distingue por su éxito.

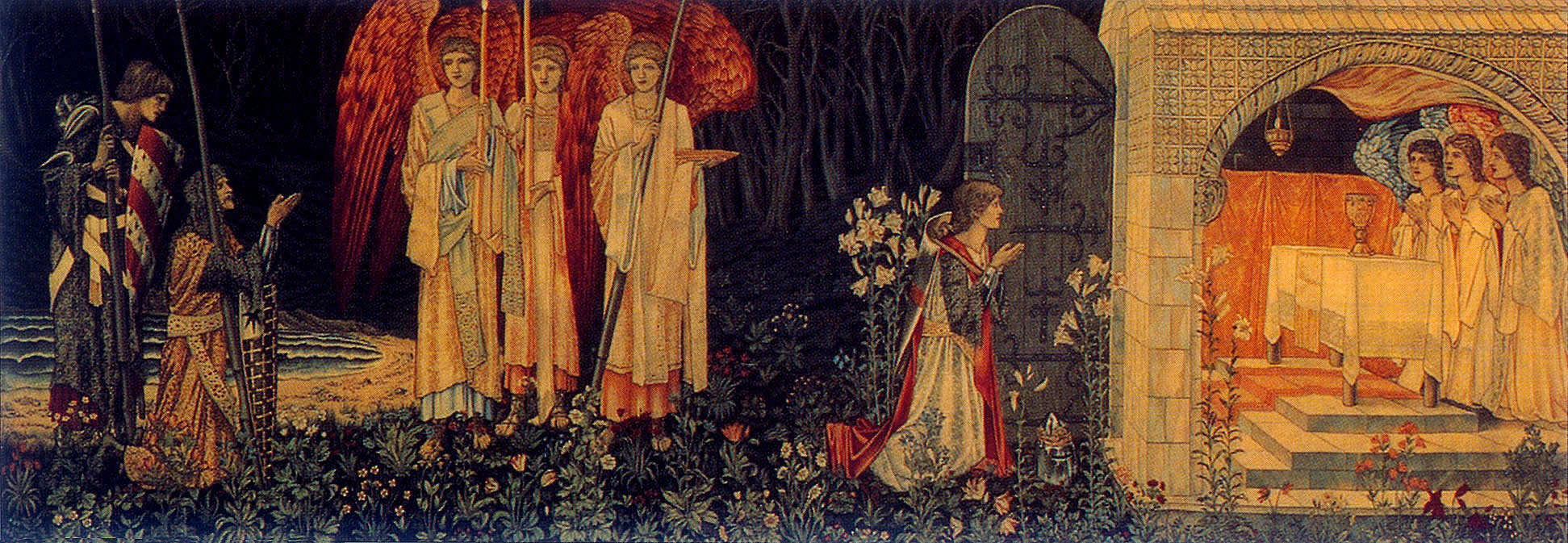
Visión del Santo Grial (1890) de William Morris.

En muchos libros de caballerías medievales, caballeros eran enviados a realizar misiones o búsquedas. De ahí surgió el término «caballero andante» o «errante». Thomas Malory incluyó muchas en La muerte de Arturo. El más famoso (quizás en toda la literatura occidental) se centra en el Santo Grial en la leyenda artúrica (materia de Bretaña). Este ciclo narrativo relata múltiples búsquedas, en múltiples variaciones, contando historias tanto de los héroes que triunfan, como Perceval (en el Parzival de Wolfram von Eschenbach) o Galahad (en el Lanzarote-Grial), como también las de los que fracasan, como Lanzarote. Esto a menudo significaba que eran enviados a bosques encantados desconcertantes. A pesar de que se menciona frecuentemente que en tales bosques no hay caminos, los bosques presentan repetidamente a los caballeros bifurcaciones y encrucijadas, de una complejidad laberíntica. El significado de tales encuentros les es explicado a menudo a los caballeros, en particular a aquellos que buscan el Santo Grial, por ermitaños que actúan como viejos sabios. Aun así, a pesar de sus peligros y posibilidades de error, tales bosques, al ser el lugar donde el caballero puede alcanzar el final de su búsqueda, son lugares donde los caballeros pueden volverse dignos. Por ejemplo, en un libro de caballerías, una doncella insta a Sir Lanzarote en su búsqueda del Santo Grial, «que despierta en vida y verdor como el bosque».
Los caballeros eran tan consistentes en sus búsquedas o misiones que Miguel de Cervantes puso a su Don Quijote en búsquedas burlonas en parodia de las historias de caballerías. Con todo, si bien Don Quijote era un tonto, fue y sigue siendo un héroe de caballería.

## En la literatura moderna
Las búsquedas o misiones han seguido apareciendo en la literatura moderna. Muchas historias, quizás la mayoría, pueden interpretarse como una búsqueda en la que la o el protagonista busca algo que desea, y la estructura literal de un viaje en busca de algo es, en sí misma, aún común. Búsquedas o misiones aparecen con frecuencia en la literatura fantástica, por ejemplo en Rasselas de Samuel Johnson, o en El maravilloso mago de Oz, en el que los personajes de Dorothy, el Espantapájaros (Oz), el Hombre de Hojalata y el León Cobarde emprenden una búsqueda para encontrar el camino de regreso a Kansas, un cerebro, un corazón y valentía respectivamente. Las búsquedas también juegan un papel importante en los libros de fantasía de Rick Riordan, entre ellos Percy Jackson y los dioses del Olimpo, Los héroes del Olimpo y Las crónicas de Kane, así como en la novela de fantasía oscura El talismán de Stephen King y Peter Straub.
Una búsqueda familiar en la literatura moderna es la de Frodo Bolsón para destruir el Anillo Único en El Señor de los Anillos de J. R. R. Tolkien. Tolkien usa elementos como el Anillo Único, y su poder siniestro, el difícil método que constituye la única manera de destruirlo o la tortura espiritual y psicológica que inflige a quien lo lleva para contar una historia de amistad y lucha interior contra la tentación, en un contexto de guerra épica y sobrenatural.
El guardián entre el centeno de J. D. Salinger es considerado a menudo como una trama de búsqueda, detallando la búsqueda que hace Holden no de un objeto tangible, sino de un sentido de propósito o de razón.
No obstante, es posible que algunos escritores idéen búsquedas arbitrarias de objetos sin importancia alguna más allá de ser el objeto de la búsqueda. Estos elementos se conocen como Macguffins, término acuñado por Alfred Hitchcock y que a veces se utiliza simplemente para comparar búsquedas y no en un sentido despectivo. También es posible que escritores motiven a sus personajes a perseguir estos objetivos mediante una profecía que así lo decreta, en lugar de que descubran que el objeto podría ayudarlos.